# ذيل الكلب القنفذي
ذيل الكلب القنفذي (باللاتينية: Cynosurus echinatus) نوع نباتي من جنس ذيل الكلب.

## الموئل والانتشار
موطنه بلاد الشام والمغرب العربي وقبرص وتركيا والقوقاز وجنوب وشرق أوروبا.

## مرادفات للاسم العلمي
- (باللاتينية: Falona echinata (L.) Dumort.)